# 月球25号
月球25号（羅馬化：Luna-25）是俄罗斯航天国家集团月球探测计划中的月球著陸器，原計劃在博古斯瓦夫斯基环形山着陆探测。2013年以前，该任务被称作“月球-全球（/Luna-Glob）”，後更名以反映過往蘇聯月球計畫的歷史傳承。
月球25号最早曾计划于2014年发射，但之后因各种原因多次推迟，最终于世界協調時間2023年8月10日成功发射，但隨後因失控於8月19日墜毀在月球表面，任務宣告失敗。

## 歷史
俄罗斯的上一次探月任务要追溯至苏联时期与1976年发射的月球24号任务。而月球25号任务的雏形诞生于1999年底，俄罗斯沃尔纳德斯基地球化学和分析化学研究所向俄羅斯科學院提出使用福布斯-土壤任务平台执行月球任务的想法，但这一想法遭到拒绝。
步入2000年后，俄罗斯欲与日本JAXA的LUNAR-A项目合作但未果。2006年，俄罗斯与印度签订《关于以和平目的探索和利用外层空间的政府间协定》，俄羅斯科學院和拉沃契金科研生产联合体提出的研究月球两极自然资源的月球无人轨道器和着陆器任务，因该任务涉及与印度的国际合作，故被命名为“月球-全球”（Luna-Glob），该任务含一个负责在极地轨道对月表进行全球性探测的轨道器和一个对月球南极附近月表和外逸层开展详细研究的着陆器。其中，印方负责轨道器和探测车，俄罗斯航天集团则负责着陆器。2010年，俄罗斯科学院空间委员会完成了着陆器搭载的有效载荷的竞争性遴选。但次年，因福布斯-土壤任务的失败，月球-全球任务因与其共用同一星载系统而受到影响。最终印度空间研究组织方面放弃与俄罗斯的合作，于2019年独立执行了月船2号的发射任务。
俄罗斯方面选择了独立完成月球-全球中的着陆器项目，并暂定于2015年发射，同时该任务被纳入俄罗斯《2016-2025联邦航天计划》，并延续苏联月球探测计划的命名方式，更名此任务为月球25，但它仍然是俄罗斯全月球探索計劃和俄罗斯探月计划的一部分。
当地时间2023年8月11日，联盟2.1b运载火箭搭载月球-25号探测器从俄罗斯阿穆尔州东方航天发射场成功发射升空，並於8月16日進入月球軌道。8月19日，月球25号發生異常，無法按預定參數進行變軌控制進入預着陸軌道。8月20日，俄羅斯航太宣布因與地面失去聯繫，探測器進入不可預測的軌道，並因為與月球表面相撞而「不復存在」，任務宣告失敗。
俄羅斯國營電視台淡化探測器着陸失敗的消息，在午間新聞把消息排在第八條，僅花26秒報道。路透社指出這次失敗突顯俄羅斯在冷戰時代曾經輝煌的太空計劃，在蘇聯解體後今非昔比。

## 科学研究
月球25号着陆器的主要任务是验证月球极区软着陆技术和开展月球南极接触研究。月球25号着陆器重量约为1.8吨，配有机械手，可以在最深30厘米处进行月球土壤采样，其所有的取样和分析都将在月球上进行，分析结果将被发送回地球。
月球25号是首个对月壤水分质量分数进行直接估算的航天器，而本次任务的首要科学研究目标便是通过直接接触极区月壤，以验证水冰存在的假设，完善对整个月球南极的水资源含量评估。第二个目标是通过研究分析从南極-艾托肯盆地深处抛射到月表的物质，进一步了解地月系统的形成。第三个目标是研究月球极区外逸层中空间等离子体与中性粒子及月尘之间进行的相互作用。
月球25号着陆器搭载有中子-伽马频谱仪（ADRON-LR）、离子和中性粒子分析仪（ARIES-L）、激光电离质谱仪（LAZMA-LR）、月球红外光谱仪（LIS-TV-RPM）、机械臂（LMC）、微颗粒测量仪（PmL）、服务摄像系统（STS-L）、电力开关与数据传输（BUNI）等八种有效载荷仪器，总重量31千克，均为俄罗斯太空研究所研制：
- 中子-伽马频谱仪（ADRON-LR）：用于测定着陆点月壤表层1米深度的元素组成及含水量。
- 离子和中性粒子分析仪（ARIES-L）：分析月球风化层的组成与性质，研究太阳风与月表、月球两极外逸层的相互作用，以及风化层表层离子的解吸（英语：Desorption）过程。
- 激光电离质谱仪（LAZMA-LR）：以高精度和高空间分辨率分析固体样品（风化层和月尘）的元素成分及同位素，测定风化层中化学束缚水的含量。
- 月球红外光谱仪（LIS-TV-RPM）：安装于着陆器的机械臂上，以1.15~3.3μm的红外波段研究月表风化层矿物组成，评估水和羟基分子含量。
- 机械臂（LMC）：配有可挖掘15~30厘米深的月壤的铲斗，负责采集月壤并运送给激光电离质谱仪，也负责帮助月球红外光谱仪对准探测目标。
- 微颗粒测量仪（PmL）：测量评估月表上方单个微粒的物理特性、探测近月表尘埃等离子体环境参数。
- 服务摄像系统（STS-L）：该系统包含8个采用CMOS传感器的相机和1个可长期存储数据的计算单元。负责对航天器下降、着陆和月表工作期间的情况进行全景成像，对采样区进行三维建模，获取有关月表结构与组成、风化层光谱与形态特征数据。
- 电力开关与数据传输（BUNI）：负责保障仪器的电力供应、发送控制命令、收集和存储科学遥测数据，可将采集的研究数据传回地球。

此外，瑞典原本計劃與月球25号合作，但發射日期的推遲使瑞典转向与中国合作，将其有效載荷LINA-XSAN加入到了于2018年发射的嫦娥四号任务中。欧洲空间局原计划也与月球25任务合作，在着陆器安装Pilot-D导航照相机以进行技术验证，但因俄羅斯入侵烏克蘭而终止合作。

## 着陆区

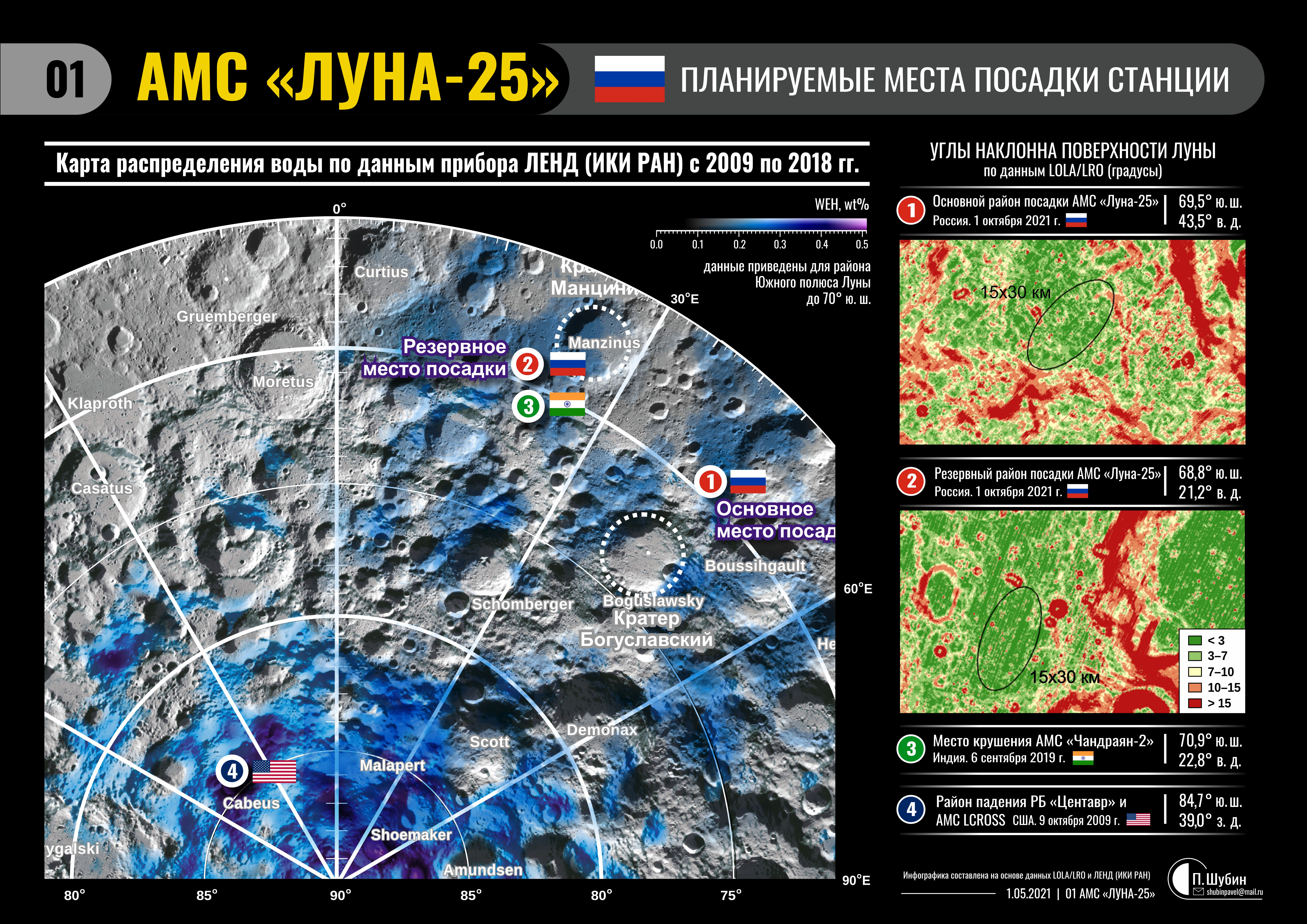
建議登陸地點

月球25号有两块着陆区选项，分别是首选区博古斯瓦夫斯基环形山（北部东经43.544°、南纬69.545°）与备选区曼齐尼环形山（东经21.210°、南纬68.773）。这两块区域表层中水分的质量分数最大估值为0.5%，表明地下可能存在水冰。若任务成功达成，则将成为人类历史上最接近月球南极着陆的探测器（4天后，印度月船3号达成此目标）。月球25号原订着陆后开始在月表进行为期一年的科研工作。